# Joan Harrison (Schwimmerin)
Joan Cynthia Harrison (* 29. November 1935 in East London; † 20. Mai 2025), verheiratete Joan Breetzke, war eine südafrikanische Schwimmerin.

## Sportliche Laufbahn
Bei den Olympischen Spielen 1952 in Helsinki wurde sie im Alter von 16 Jahren über 100 m Rücken in 1:14,3 Minuten Olympiasiegerin. Bei den British Empire and Commonwealth Games 1954 in Vancouver gewann sie zwei Goldmedaillen, eine Silber- und eine Bronzemedaille, bevor sie mit 17 Jahren vom Schwimmsport zurücktrat. Im Jahr 1982 wurde sie in die Ruhmeshalle des internationalen Schwimmsports aufgenommen.